# Campionati del mondo di atletica leggera 2009 - Salto in lungo maschile
La gara del salto in lungo maschile dei Campionati del mondo di atletica leggera 2009 si è svolta tra il 20 e il 22 agosto.
L'evento sportivo si è tenuto in 2 giorni: nella sessione pomeridiana del 20 agosto si sono tenute le qualificazioni, mentre la finale si è tenuta la sera del 22. Hanno partecipato alla gara 45 atleti,

## Podio
| Pos.    | Atleta                 | Nazionalità | Prestazione |
| ------- | ---------------------- | ----------- | ----------- |
| Oro     | Dwight Phillips        | Stati Uniti | 8,54 m      |
| Argento | Godfrey Khotso Mokoena | Sudafrica   | 8,47 m      |
| Bronzo  | Mitchell Watt          | Australia   | 8,37 m      |

## Situazione pre-gara

### Record
Prima di questa competizione, il record del mondo (RM) e il record dei campionati (RC) erano i seguenti:
| Record                | Prestazione   | Atleta                  | Data                           | Competizione  |
| --------------------- | ------------- | ----------------------- | ------------------------------ | ------------- |
| Record mondiale       | 8,95 m (+0,3) | Mike Powell Stati Uniti | 30 agosto 1991 Tokyo, Giappone | Mondiali 1991 |
| Record dei campionati | 8,95 m (+0,3) | Mike Powell Stati Uniti | 30 agosto 1991 Tokyo, Giappone | Mondiali 1991 |

### Campioni in carica
I campioni in carica a livello olimpico e mondiale erano:
| Campione | Atleta                 | Prestazione | Data                           | Competizione         |
| -------- | ---------------------- | ----------- | ------------------------------ | -------------------- |
| Olimpico | Irving Saladino Panama | 8,34 m      | 18 agosto 2008 Pechino, Cina   | Giochi olimpici 2008 |
| Mondiale | Irving Saladino Panama | 8,57 m      | 30 agosto 2007 Osaka, Giappone | Mondiali 2007        |

### La stagione
Prima di questa gara, gli atleti con le migliori tre prestazioni dell'anno erano:
| Pos. | Atleta                           | Prestazione   | Data                              |
| ---- | -------------------------------- | ------------- | --------------------------------- |
| 1    | Dwight Phillips Stati Uniti      | 8,74 m (-1,2) | 7 giugno 2009 Eugene, Stati Uniti |
| 2    | Irving Saladino Panama           | 8,63 m        | 7 giugno 2009 Eugene, Stati Uniti |
| 3    | Godfrey Khotso Mokoena Sudafrica | 8,50 m        | 4 luglio 1987 Madrid, Spagna      |

## Qualificazioni
Giovedì 20 agosto 2009
Si qualificarono alla finale chi saltò almeno 8,15 m (Q) o si trovava nei primi 12 (q). Gli atleti furono divisi in 2 gruppi.
Le gare si disputarono dalle ore 18,10 alle ore 19,54.
| Pos. | Atleta                      | Nazione        | #1   | #2     | #3   | Ris.     | Note                          |
| ---- | --------------------------- | -------------- | ---- | ------ | ---- | -------- | ----------------------------- |
| 1    | Dwight Phillips             | Stati Uniti    | 8,44 |        |      | 8,44 m   | Q                             |
| 2    | Mitchell Watt               | Australia      | 8,14 | x      | -    | 8,14 m   | q                             |
| 3    | Chris Tomlinson             | Regno Unito    | 8,06 | 8,02   | 8,00 | 8,06 m   | q                             |
| 4    | Loúis Tsátoumas             | Grecia         | 8,01 | 7,98   | 7,86 | 8,01 m   | q                             |
| 5    | Li Jinzhe                   | Cina           | 8,01 | 7,92   | 7,90 | 8,01 m   |                               |
| 6    | Tommi Evilä                 | Finlandia      | x    | 7,84   | 8,01 | 8,01 m   |                               |
| 7    | Kim Deok-Hyeon              | Corea del Sud  | 7,62 | 7,89   | 7,99 | 7,99 m   |                               |
| 8    | Viktor Kuznyetsov           | Ucraina        | 7,98 | 7,87   | 7,95 | 7,98 m   |                               |
| 9    | Sebastian Bayer             | Germania       | 7,98 | x      | x    | 7,98 m   |                               |
| 10   | Kafétien Gomis              | Francia        | 7,82 | 7,90   | 7,68 | 7,90 m   |                               |
| 11   | Alain Bailey                | Giamaica       | 7,63 | 7,70   | 7,88 | 7,88 m   |                               |
| 12   | Andriy Makarchev            | Ucraina        | x    | 7,68   | 7,87 | 7,87 m   |                               |
| 13   | Luis Felipe Méliz           | Spagna         | 7,87 | x      | x    | 7,87 m   | Miglior prestazione personale |
| 14   | Stephan Louw                | Namibia        | x    | 7,74   | 7,69 | 7,74 m   |                               |
| 15   | Aleksandr Men'kov           | Russia         | 7,72 | x      | x    | 7,72 m   |                               |
| 16   | Ibrahim Camejo              | Cuba           | 7,69 | 7,71   | 7,57 | 7,71 m   |                               |
| 17   | Štepán Wagner               | Rep. Ceca      | 7,52 | 7,68   | 7,49 | 7,68 m   |                               |
| 18   | Mohamed Salman Al-Khuwalidi | Arabia Saudita | x    | 7,37   | 7,66 | 7,66 m   | Miglior prestazione personale |
| 19   | Nikolay Atanasov            | Bulgaria       | 7,63 | x      | x    | 7,63 m   |                               |
| 20   | Hugo Chila                  | Ecuador        | 7,29 | 7,54   | -    | 7,54 m   |                               |
| 21   | Konstantin Safronov         | Kazakistan     | x    | 7,54 w | 7,29 | 7,54 m w |                               |
| 22   | Daisuke Arakawa             | Giappone       | 7,39 | 7,50   | 7,53 | 7,53 m   |                               |
| 23   | Henry Dagmil                | Filippine      | x    | x      | x    | nm       |                               |

| Pos. | Atleta                 | Nazione                   | #1   | #2   | #3   | Ris.   | Note                          |
| ---- | ---------------------- | ------------------------- | ---- | ---- | ---- | ------ | ----------------------------- |
| 1    | Greg Rutherford        | Regno Unito               | 8,30 |      |      | 8,30 m | Q                             |
| 2    | Godfrey Khotso Mokoena | Sudafrica                 | x    | 8,29 |      | 8,29 m | Q                             |
| 3    | Irving Saladino        | Panama                    | 8,00 | 8,16 |      | 8,16 m | Q                             |
| 4    | Fabrice Lapierre       | Australia                 | 8,14 | -    | -    | 8,14 m | q                             |
| 5    | Brian Johnson          | Stati Uniti               | x    | 7,94 | 8,09 | 8,09 m | q                             |
| 6    | Yahya Berrabah         | Marocco                   | 8,08 | x    | x    | 8,08 m | q                             |
| 7    | Salim Sdiri            | Francia                   | 7,88 | x    | 8,04 | 8,04 m | q                             |
| 8    | Gable Garenamotse      | Botswana                  | 7,81 | 8,03 | 8,01 | 8,03 m | q                             |
| 9    | Hussein Taher Al-Sabee | Arabia Saudita            | 7,89 | 7,99 | x    | 7,99 m |                               |
| 10   | Ndiss Kaba Badji       | Senegal                   | 7,95 | 7,98 | 7,61 | 7,98 m |                               |
| 11   | Nicholas Gordon        | Giamaica                  | x    | 7,72 | 7,92 | 7,92 m |                               |
| 12   | Olexiy Lukashevych     | Ucraina                   | x    | 7,87 | 6,18 | 7,87 m |                               |
| 13   | Roman Novotný          | Rep. Ceca                 | x    | 7,86 | x    | 7,86 m |                               |
| 14   | Stanley Gbagbeke       | Nigeria                   | 7,82 | x    | x    | 7,82 m |                               |
| 15   | Michel Tornéus         | Svezia                    | 7,78 | 7,63 | 7,78 | 7,78 m |                               |
| 16   | Morten Jensen          | Danimarca                 | 7,69 | 7,75 | 7,71 | 7,75 m |                               |
| 17   | Tyrone Smith           | Bermuda                   | 7,62 | 7,72 | 7,71 | 7,72 m |                               |
| 18   | Nils Winter            | Germania                  | x    | x    | 7,69 | 7,69 m |                               |
| 19   | Miguel Pate            | Stati Uniti               | x    | x    | 7,61 | 7,61 m |                               |
| 20   | Yochai Halevi          | Israele                   | 7,42 | 7,39 | x    | 7,42 m | Miglior prestazione personale |
| 21   | Carlos Jorge           | Rep. Dominicana           | x    | x    | x    | nm     |                               |
| 22   | Clayton Latham         | Saint Vincent e Grenadine | x    | x    | x    | nm     |                               |

## Finale
Sabato 22 agosto 2009
La gara finale del salto in lungo si disputò dalle ore 18,05 alle ore 19,52.
| Pos. | Atleta                 | Nazione     | #1   | #2   | #3   | #4   | #5   | #6   | Prestazione             | Note |
| ---- | ---------------------- | ----------- | ---- | ---- | ---- | ---- | ---- | ---- | ----------------------- | ---- |
|      | Dwight Phillips        | Stati Uniti | 8,40 | 8,54 | 8,37 | 8,25 | -    | x    | 8,54 m Vento (m/s)=+0,1 |      |
|      | Godfrey Khotso Mokoena | Sudafrica   | x    | 8,47 | 8,31 | 8,19 | x    | x    | 8,47 m (+0,1)           |      |
|      | Mitchell Watt          | Australia   | 8,28 | x    | x    | x    | 8,37 | x    | 8,37 m (-0,4)           |      |
| 4    | Fabrice Lapierre       | Australia   | 8,21 | 7,77 | 8,19 | x    | 8,21 | 8,20 | 8,21 m (-0,2)           |      |
| 5    | Greg Rutherford        | Regno Unito | 7,83 | 7,96 | x    | 8,05 | 8,15 | 8,17 | 8,17 m (+0,7)           |      |
| 6    | Salim Sdiri            | Francia     | 7,78 | x    | 7,99 | 8,07 | 7,92 | 7,83 | 8,07 m (+0,2)           |      |
| 7    | Gable Garenamotse      | Botswana    | 8,06 | 8,04 | x    | 7,77 | 7,83 | 7,69 | 8,06 m (-0,2)           |      |
| 8    | Chris Tomlinson        | Regno Unito | 8,02 | 7,93 | 7,93 | 7,66 | 8,06 | 8,02 | 8,06 m (-0,2)           |      |
|      |                        |             |      |      |      |      |      |      |                         |      |
| 9    | Brian Johnson          | Stati Uniti | 6,30 | x    | 7,86 |      |      |      | 7,86 m (+0,1)           |      |
| 10   | Yahya Berrabah         | Marocco     | 5,91 | x    | 7,83 |      |      |      | 7,83 m (+0,4)           |      |
| 11   | Loúis Tsátoumas        | Grecia      | x    | 7,59 | x    |      |      |      | 7,59 m (+0,4)           |      |
| 12   | Irving Saladino        | Panama      | x    | x    | x    |      |      |      | nm                      |      |

## Legenda
| Q                                        | Qualificato direttamente                         |
| q                                        | Qualificato per ripescaggio                      |
| dns                                      | Non partito                                      |
| nm                                       | Nessuna misura valida                            |
| -                                        | Passo                                            |
| X                                        | Nullo                                            |
| w                                        | Tempo con vento superiore ai +2,0 m/s consentiti |
| Record mondiale                          | Record del Mondo                                 |
| Record dei campionati                    | Record dei Campionati                            |
| Record europeo                           | Record Europeo                                   |
| Record nazionale                         | Record Nazionale                                 |
| Miglior prestazione personale            | Record Personale                                 |
| Miglior prestazione personale stagionale | Record Personale Stagionale                      |
| Miglior prestazione mondiale stagionale  | Migliore prestazione mondiale stagionale         |